# Idaea laureata
Idaea laureata är en fjärilsart som beskrevs av Fuchs 1901. Idaea laureata ingår i släktet Idaea och familjen mätare. Inga underarter finns listade i Catalogue of Life.